# Raimund Berengar IV. (Provence)
Ramon Berenguer IV. von Provence (auch: Pedro I. von Cerdanya); (* vor 1158; † 5. April 1181 in Murviel-lès-Montpellier) war von 1162 bis 1168 Graf von Cerdanya und von 1173 bis 1181 Graf von Provence.
Er war der zweite Sohn Raimund Berengars IV. von Barcelona und Petronella von Aragón. Sein älterer Bruder war Alfons II. von Aragon, sein jüngerer Bruder Sancho, Graf von Roussillon.
Nach dem Tod seines Vaters übernahm er die Grafschaften Cerdanya, Carcassonne und die Rechte an Narbona. Aber tatsächlich regierte er nie. Nachdem er bereits 1168 Cerdanya seinem Bruder Sancho übergeben hatte, vertraute er 1173 die Grafschaft Provence seinem Bruder Alfons II. an.
Im Jahr 1176 nahm er gemeinsam mit seinem Bruder Sancho an der Eroberung Nizzas teil und wurde am 5. April 1181 von Männern Ademars de Murviel im Krieg getötet. Sein Bruder Alfons II. gab danach die Provence in die Hände seines Bruders Sancho.
| Vorgänger  | Amt                         | Nachfolger |
| ---------- | --------------------------- | ---------- |
| Alfons II. | Graf von Provence 1167–1181 | Sancho     |
| Bernhard   | Graf von Cerdanya 1162–1168 | Sancho     |

| Personendaten    | Personendaten                           |
| ---------------- | --------------------------------------- |
| NAME             | Raimund Berengar IV.                    |
| ALTERNATIVNAMEN  | Pedro I. von Cerdanya                   |
| KURZBESCHREIBUNG | Graf von Cerdanya und Graf von Provence |
| GEBURTSDATUM     | vor 1158                                |
| STERBEDATUM      | 5. April 1181                           |
| STERBEORT        | Murviel-lès-Montpellier                 |